# Caciomorpha palliata
Caciomorpha palliata là một loài bọ cánh cứng trong họ Cerambycidae.